# هاوزن ام بوسن
هاوزن ام بوسن (به آلمانی: Hausen am Bussen) یک شهر در آلمان است که در الب-دانو-کریس واقع شده‌است. هاوزن ام بوسن ۳۰۲ نفر جمعیت دارد.